# Parque Estadual Serra da Candonga
O Parque Estadual Serra da Candonga está localizado no município de Guanhães, Minas Gerais, tem área aproximada de 3 302 ha e foi criado por meio do Decreto Estadual nº40.170, de 17 de dezembro de 1998. Pertence ao bioma Mata Atlântica. A Serra da Candonga encontra-se a cerca de 13 km do centro de Guanhães e faz parte da Bacia do Rio Doce.

## Características
O relevo do parque é de suavemente ondulado a ondulado. A paisagem é dominada por pastagens e áreas de vegetação nativa arbórea remanescentes. Abriga cerca de 20 nascentes de cursos d'água que formam os córregos Barra Mansa, Barreira e Conquista. Além de oito pequenas represas construídas, existem cachoeiras e corredeiras naturais nos cursos d'água que cortam as propriedades.
A fauna registra exemplares de macacos, quatis, lontras, pacas, capivaras, tatus, veados, catitus, além de aves como jacu, sabiá, joão-de-barro, trinca-ferro, curió, siriema, inhambu, bem-te-vi, pica-pau, gavião, coleira, coruja, dentre outras. Várias espécies ameaçadas de extinção, como a onça-pintada, o lobo-guará e o tamanduá-bandeira também podem ser encontradas.
O Parque abriga a Pedra do Urubu, seu ponto mais alto, e a Fazenda do Candonga, pontos de referência próximos às antigas minas de ouro exploradas por ingleses no século XIX.

## Ocupação
Em julho de 2010, um grupo índios pataxós vindo da Fazenda Guarani em Carmésia, Minas Gerais, ocupou o Parque Estadual. Liderado pelo cacique Paxohãn, o grupo reivindicou a área buscando espaço para moradia e visando também proteger as terras. Na mesma época, outro grupo também oriundo de Carmésia ocupou o Parque Estadual do Rio Corrente, em Açucena, com as mesmas reivindicações.

## Polêmicas
Foi proposto, em abril de 2015, pelo deputado estadual Bonifácio Mourão(PSDB), o Projeto de Lei nº 1.154/2015, que decreta a desafetação da área atual do parque e a criação de duas novas áreas em seu lugar: a APA Serra da Candonga, com área de  1 785,957 ha, e o Monumento Natural Pedra da Candonga (também denominada Pedra do Ububu), com área de  463,142 hectares. A alteração acarretará a perda de mais de 1 078 ha de terras protegidas, compreendendo florestas nativas, áreas descampadas e diversas nascentes. 

Atualmente, o PL aguarda parecer da comissão responsável antes de seguir para votação em dois turnos no Plenário da Assembleia Legislativa. Grande parte da população regional se mostra contrária a ele, visto que não foram esclarecidos diversos detalhes, como a destinação das terras desafetadas e a razão das alterações propostas.